# تابستان ۸۵ (فیلم)
تابستان ۸۵ (فرانسوی: Été ۸۵‎) نام فیلم درامی به کارگردانی فرانسوا اوزون و محصول سال ۲۰۲۰ کشورهای فرانسه و بلژیک است.